# Chukumuchu
Chukumuchu is een dorp in het district North-West in Botswana. De plaats telt 161 inwoners (2011).